# Cirrothaumatia
Cirrothaumatia là một chi bướm đêm thuộc phân họ Tortricinae của họ Tortricidae.

## Các loài
- Cirrothaumatia tornocarpa (Meyrick, 1932)
- Cirrothaumatia tornosema (Clarke, 1968)
- Cirrothaumatia vesta (Clarke, 1968)